# Heliamphora elongata
Heliamphora elongata ist eine Art aus der Gattung der Sumpfkrüge (Heliamphora), es handelt sich dabei um eine fleischfressende (präkarnivore) Pflanze. Die Art wurde 2004 von Joachim Nerz erstbeschrieben.

## Beschreibung

### Habitus
Heliamphora elongata ist eine mehrjährige, krautige Pflanze. Sie wächst aus einem sich verzweigenden Rhizom, was zur Bildung kleiner Horste führt.

### Blätter
Bei den dunkelroten Laubblättern der Pflanze handelt es sich um 20 bis 32 cm hohe, am oberen Ende im Durchmesser 3,5 bis 4 Zentimeter eiförmig weite, schräg geöffnete Schläuche. Der untere, leicht ausgebauchte Teil der Schläuche nimmt dabei rund ein Drittel der gesamten Länge des Schlauches ein, der obere, zylindrische Teil verbreitert sich nur schwach. Die Schläuche sind von ihrer Außenseite unbehaart, im oberen Abschnitt der Innenseite mit feinen weißen Härchen bedeckt. Über der Öffnung befindet sich ein kleiner, dunkelrot bis fast schwarz gefärbter, helmförmiger Deckel, ca. 1 bis 3 Zentimeter breit und 1 bis 2,8 Zentimeter lang.

### Blüten
Am Ende eines rund 50 Zentimeter langen, haarlosen Stängels befinden sich zwei bis fünf Blüten an 1,5 bis 3,5 Zentimeter langen Blütenstielen mit vier schmalen, länglich-lanzettlichen, weiß bis blassrosanen Kronblättern mit einer Länge von drei bis fünf Zentimetern.

## Verbreitung und Habitat
Die Art findet sich auf zwei venezolanischen Tepuis, dem Ilu-Tepui und dem Tramen-Tepui auf einer Höhe von 2600 m ü. NN unter kühlen und nassen Bedingungen. Sie wächst dort in sumpfigen Senken, in denen sich nährstoffarmes Substrat auf blankem Fels angesammelt hat, häufig ist sie vergesellschaftet mit Stegolepis, Xyris, Orectanthe, Bonnetia sowie karnivoren Pflanzen wie Drosera roraimae, Genlisea roraimensis, Utricularia quelchii und Utricularia amethystina.